# Pedro Domecq Lembeye
Pedro Domecq Lembeye (Tabaille-Usquain (Francia), 15 de octubre de 1787 - Jerez de la Frontera, 11 de febrero de 1839) fue un noble y empresario hispano-francés que fundó en Jerez de la Frontera en el siglo XIX las bodegas Domecq, adquiriendo las instalaciones y marcas de la compañía "Juan Haurie y Sobrinos" que habían sido anteriormente propiedad de Jean Haurie Nebout y fundada por Patrick Murphy Woodlock en 1730, siendo actualmente Bodegas Fundador.
Pedro era hijo de Jean de Domecq y Catalina Lembeye y sobrino nieto del fundador de la firma de vinos de Jerez "Juan Haurie y Sobrinos". Abandonó Francia, junto con su familia, huyendo del proceso revolucionario francés iniciado en 1789.
Comenzó a trabajar muy joven en Londres en la compañía "Gordon, Murphy and Co." y en 1809, constituyó junto a John James Ruskin - padre del escritor John Ruskin- y en unión de Henry Telford, la sociedad "Ruskin, Telford & Domecq", compradores de sherry y agentes exclusivos en Inglaterra de la firma fundada por su tío-abuelo, "Juan Haurie y Sobrinos," de Jerez. Llegó a España en 1816 y se estableció en principio en la ciudad de Cádiz y dos años después firmó la escritura por la que adquiría a su tío, Juan Carlos Haurie, los derechos de la firma "Jean Haurie y Sobrinos" de Jerez de la Frontera, que se encontraba al borde de la quiebra. De esta forma, en el año 1822, se constituyó la compañía "Pedro Domecq".
En su gestión al frente del negocio, supo tomar las medidas adecuadas para salvar el negocio de su tío y pudo recuperar las viñas de Macharnudo y adquirió la viña de Parpalana. Ruskin continuó siendo agente de Pedro Domecq en Londres que funcionaba muy bien. La empresa supo situarse en la cúspide del comercio de los vinos de Jerez y adquirió una sólida estabilidad financiera. Trajo de Francia un revolucionario aparato rectificador para aguardientes de alta calidad, haciendo venir de París a Pedro Alegre para instalarlo en la zona conocida como Puerta de Rota.
El 12 de octubre de 1823 recibió la visita del rey Fernando VII, que lo nombraría, un año más tarde, Gentilhombre de Cámara y lo convertía en proveedor de la casa real.
Pedro Domecq había contraído matrimonio en Londres, en 1814, con Diana de Lancaster, con la que tuvo cinco hijas (Diana, Adela, Cecilia, Alicia y Carolina), que fueron educadas en Francia y se casaron allí con aristócratas y quedaron desligadas del negocio familiar. Esta circunstancia le llevó a proponer a su hermano Juan Pedro Domecq Lembeye para que se convirtiera en su colaborador, con una participación en el negocio.
Pedro Domecq falleció en 1839 de forma accidental por las quemaduras producidas después de caer en un barreño de agua hirviendo, a los 52 años. Tras su muerte, su hermano Juan Pedro asumió la dirección de la empresa y terminó comprando las participaciones a sus sobrinas y convirtiéndose en propietario único del negocio familiar.